# چاه علی‌آباد فیاض
چاه علی‌آباد فیاض یک منطقهٔ مسکونی در ایران است که در دهستان بهادران واقع شده‌است.